# الوطنية للبطاريات
الشركة الوطنية للبطاريات هي شركة حكومية مصرية، تابعة لجهاز مشروعات الخدمة الوطنية للقوات المسلحة أحد أجهزة وزارة الدفاع، أنشأت سنة 2015، وتعمل في مجال إنتاج بطاريات السيارات للقوات المسلحة والقطاع المدني.

## وصلات خارجية
- الصفحة الرسمية للشركة على موقع فيس بوك.